# 田中尭平
田中 尭平（堯平、たなか ぎょうへい、1904年（明治37年）12月15日 – 1963年（昭和38年）11月2日）は、昭和期の弁護士、政治家。衆議院議員。

## 経歴
山口県豊浦郡、のちの豊田町（現下関市豊浦町）で生まれる。豊浦中学校（現山口県立豊浦高等学校）、山口高等学校を卒業。山高在学中から社会主義の研究を始め、東京帝国大学に進学してから実際の活動に加わった。1932年（昭和7年）東京帝大法学部政治学科を卒業。山口市で弁護士を開業した。
1945年（昭和20年）日本共産党に入党し、労働組合の法律顧問を務めた。1947年（昭和22年）4月、第23回衆議院議員総選挙に山口県第2区から共産党公認で出馬して落選。1949年（昭和24年）1月、第24回総選挙に出馬して当選し、衆議院議員に1期在任した。この間、共産党山口県委員を務め、レッドパージ反対闘争などを担当した。その後、第25回、第28回、第29回総選挙に立候補したがいずれも落選した。

## 脚註
1. 1 2 3 4 5 6 7 8 9 10  『昭和山口県人物誌』173頁。
2. 1 2 3 4 5  『議会制度百年史 - 衆議院議員名鑑』355頁。
3. ↑  『衆議院議員総選挙一覧 第23回』481頁。
4. ↑  『国政選挙総覧 1947-2016』318頁。
5. ↑  『国政選挙総覧 1947-2016』318-319頁。